# Gdzie śpiewają raki (powieść)
Gdzie śpiewają raki (ang. Where the Crawdads Sing) – powieść amerykańskiej pisarki Delii Owens z 2018.

## Fabuła
Akcja dzieje się na mokradłach w okolicach Barkley Cove, prowincjonalnego miasteczka u wybrzeży Karoliny Północnej. Kya Clark nazywana Dziewczyną z Bagien zostaje oskarżona o zamordowanie Chase’a Andrewsa...

## Popularność
Gdzie śpiewają raki znalazła się na szczycie list bestsellerów The New York Times Fiction Best Sellers of 2020. Publikacja była najlepiej sprzedającą się książką roku 2019 i 2020. Do 2023 roku sprzedano ponad 18 milionów egzemplarzy na całym świecie.
Powieść doceniła m.in. Reese Witherspoon, która prowadzi klub czytelniczy. Po przeczytaniu książki amerykańska aktorka postanowiła przenieść opowieść Delii Owens na duży ekran. Filmowa adaptacja miała premierę światową 15 lipca 2022. 

## Adaptacja filmowa
- Gdzie śpiewają raki, (2022)